# Ann Mather
Ann Mather (Stockport, 10 aprile 1960) è una dirigente d'azienda statunitense, membro del Consiglio di Amministrazione di Google Inc..
Mather è stata Vice presidente esecutivo, Capo Ufficio Finanziario e Segretaria della società Pixar Animation Studios dal settembre 1999 all'aprile 2004. In seguito ha prestato servizio come direttore di CME dall'aprile 2004.